# Losing Alice
Losing Alice (ou La Chute d'Alice au Québec) est une mini-série israélienne sous forme de thriller psychologique en 8 épisodes. La série est diffusée par Hot 3 dans son pays d'origine depuis le 8 juin 2020, et à l'international à partir du 22 janvier 2021 sur Apple TV+. 

## Synopsis
Alice, une réalisatrice de 48 ans reconnue dans le milieu du cinéma, est en perte de vitesse depuis qu'elle a fondé une famille. Cependant, sa rencontre avec Sophie, une scénariste 20 ans plus jeune, va la conduire à chercher le succès et la reconnaissance coûte que coûte,.

## Fiche technique
- Sigal Avin : Créatrice / Scénariste / Réalisatrice
- Nadav Palti : Producteur
- Tami Mozes Borovitz : Productrice
- Jonathan Paran : Producteur

## Distribution
- Ayelet Zurer (VF : Julie Dumas) : Alice[5]
- Lihi Kornowski (en) (VF : Kelly Marot) : Sophie
- Gal Toren (VF : Volodia Serre) : David
- Shai Avivi : Ami
- Chelli Goldenberg (en) (VF : Isabelle Ferron) : Tami
- Nova Doval : Keren
- Yossi Marshak (VF : Benjamin Egner) : Tamir

## Épisodes
La mini-série est composée de huit épisodes, sa diffusion en Israël a commencé le 18 juin 2020 sur Hot 3, tandis que la série est diffusée dans les pays francophones sur Apple TV+, depuis le 22 janvier 2021,.
| # | Titre français     | Titre anglais  | Écrit et réalisé par | Durée      | Date de sortie (Fr) | Date de sortie sur Hot 3 |
| - | ------------------ | -------------- | -------------------- | ---------- | ------------------- | ------------------------ |
| 1 | La Rencontre       | The Encounter  | Sigal Avin           | 48 minutes | 22 janvier 2021     | 18 juin 2020             |
| 2 | La visite          | The Visit      | Sigal Avin           | 42 minutes | 22 janvier 2021     | 25 juin 2020             |
| 3 | Le Lien            | The Bond       | Sigal Avin           | 48 minutes | 22 janvier 2021     | 2 juillet 2020           |
| 4 | L'Obsession        | The Obsession  | Sigal Avin           | 48 minutes | 29 janvier 2021     | 9 juillet 2020           |
| 5 | La paranoïa        | The Paranoia   | Sigal Avin           | 48 minutes | 5 février 2021      | 16 juillet 2020          |
| 6 | Le Mauvais Lecteur | The Bad Reader | Sigal Avin           | 49 minutes | 12 février 2021     | 23 juillet 2020          |
| 7 | La Scène           | The Scene      | Sigal Avin           | 55 minutes | 19 février 2021     | 30 juillet 2020          |
| 8 | La Fin             | The End        | Sigal Avin           | 43 minutes | 26 février 2021     | 6 août 2020              |